# Franck Jurietti
Franck Jurietti (Valence, Francia, 30 de marzo de 1975) es un futbolista francés retirado que jugaba en la posición de defensa. Desarrolló toda su carrera como profesional en su país -mayormente en el Girondins de Burdeos de la Ligue 1- y representó a Francia a nivel internacional.  

## Trayectoria
La carrera profesional de Jurietti comenzó en el Olympique de Lyon, club del cual era canterano. Sin embargo poco después fue transferido al FC Gueugnon, por lo que jugó en la segunda división francesa. Retornó a la Ligue 1 en 1995. 
Tras el descenso de su equipo en 1997, fue contratado por el SC Bastia, donde jugaría las siguientes tres temporadas.
En 2000, al culminar su contrato con el equipo corso, hubo una disputa entre el PSG y el AS Mónaco por su contratación, triunfando finalmente el equipo del Principado. Empero nunca se adaptó a la idea de juego de su nuevo destino y finalizó su primera temporada perdiendo la titularidad. Fue cedido al Olympique de Marsella en 2001 donde jugó otra temporada sin demasiado brillo, por lo que terminó retornando al AS Mónaco para cumplir con el resto del contrato. 
Aunque su vínculo con los monegascos se extendía hasta 2005, a comienzos de 2003 buscó fichar con otro club. Estuvo muy cerca de unirse al Everton Football Club de la Premier League de Inglaterra, pero finalmente terminó incorporándose al Girondins de Burdeos en el verano. En ese club jugaría durante las siguientes temporadas, consagrándose campeón del torneo local en 2009 y levantando la Copa de la Liga de Francia en 2007.

### Clubes
| Club                  | País    | Año       |
| --------------------- | ------- | --------- |
| Olympique de Lyon     | Francia | 1993-1994 |
| FC Gueugnon           | Francia | 1994-1997 |
| SC Bastia             | Francia | 1997-2000 |
| AS Monaco             | Francia | 2000-2001 |
| Olympique de Marsella | Francia | 2001-2002 |
| AS Monaco             | Francia | 2002-2003 |
| Girondins de Burdeos  | Francia | 2003-2010 |

## Selección nacional
Jurietti jugó con la selección de fútbol sub-21 de Francia en 3 partidos de la clasificación para la Eurocopa Sub-21 de 1998.
Fue convocado para jugar con la selección absoluta de Francia en octubre de 2005, en una fecha de la clasificación de UEFA para la Copa Mundial de Fútbol de 2006. No llegó a actuar contra Suiza, pero si lo hizo ante Chipre, aunque sólo jugó 5 segundos, pues, inmediatamente después de haber ingresado al terreno de juego en sustitución de Sidney Govou, el árbitro del partido dio por terminado el encuentro.

## Palmarés

### Campeonatos nacionales
| Título                     | Club                 | País    | Año  |
| -------------------------- | -------------------- | ------- | ---- |
| Copa de la Liga de Francia | Girondins de Burdeos | Francia | 2007 |
| Supercopa de Francia       | Girondins de Burdeos | Francia | 2008 |
| Supercopa de Francia       | Girondins de Burdeos | Francia | 2009 |
| Ligue 1                    | Girondins de Burdeos | Francia | 2009 |